# Mariano Tanco
Mariano Nicolás Tanco Armero (Santafé de Bogotá, 26 de julio de 1816-Bogotá, 8 de julio de 1907) fue un político y diplomático colombiano, miembro fundador del Partido Conservador Colombiano.
Tanco fue Canciller (Ministro de Relaciones Exteriores) de los Estados Unidos de Colombia como encargado entre agosto y diciembre de 1884, durante el primer gobierno de Rafael Núñez. Volvió a ocupar esta cartera, esta vez en la recién fundada República de Colombia, entre mayo de 1897 y agosto de 1898, durante el gobierno de Miguel Antonio Caro.
Es patriarca de una de las familias más tradicionales del conservatismo bogotano, siendo su padre secretario de Hacienda de Simón Bolívar, su hermano Nicolás el primer viajero colombiano en China, y una de sus nietas esposa del banquero Julio Caro de Narváez, hijo del expresidente Miguel Antonio Caro.
Su mansión, ubicada en la carrera 6 con calle 12, se convirtió en la primera sede del Jockey Club de Bogotá, lugar de encuentro para la hípica y actividades sociales y culturales de la aristocracia bogotana y colombiana a finales del siglo XIX.

## Biografía
Mariano Tanco Armero nació en el seno de una familia criolla tradicional de Santafé de Bogotá, Virreinato de Nueva Granada, el 26 de julio de 1816, durante la reconquista española del territorio conocido actualmente como Colombia.

## Familia
Mariano Tanco Armero era hijo del político Nicolás Tanco Bosmeniel, y de su esposa Margarita Armero Conde, siendo sus hermanos Diego, Juana, María de la Concepción, Nicolás y Margarita Tanco Armero.
En primeras nupcias su padre estuvo casado con Gregoria Manrique Sanz de Santamaría, nieta del político Francisco González Manrique y sobrina de la marquesa Tadea González Manrique; sobrina del político José Sanz de Santamaría, y nieta del exalcalde de Bogotá, Francisco Sanz de Santamaría, quien descendía de una familia notable de la ciudad. Fruto de esa relación Nicolás tuvo a Gregorio Tanco Manrique, hermanastro de Mariano.
Su hermano Gregorio se casó con la prima de su hermanastro Gregorio, Juana de la Cruz, quien también era sobrina del exalcalde José Antonio Ricaurte Rigueiros; Diego con Manuela París Prieto, hija de José Ignacio París y hermana de Enrique París Prieto; Juana con Francisco Cuéllar; María con Leopoldo Borda y Margarita con Julio Castro Pomareda.
Su hermano menor, Nicolás, fue un destacado explorador y empresario, siendo el primer colombiano en visitar China en la historia de su país, siendo posteriormente nombrado embajador en Perú. Tanco se casó con Dolores Argáez Lozano, siendo padre del diplomático Luis Tanco Argáez.

### Matrimonio y descendencia
Mariano se casó con Joaquina Apolonia Cordovez Moure, con quien tuvo a sus hijos Carlos, Teresa, Leonor, Elena, Ana, Agustina y Clemente Leopoldo Tanco Cordovez. Joaquina era hermana del escritor José María Cordovez Moure, y ambos eran de ascendencia chilena.
Teresa fue una destacada pianista, siendo cuñada del sacerdote católico Bernardo Herrera Restrepo (arzobispo de Bogotá de 1891 a 1928); Leonor se casó con Carlos Enrique Putnam Grice; Elena con Nicolás Gómez Saiz. Ana se casó Camilo Carrizosa, de quien es nieto el político Alfredo Vásquez Carrizosa (quien era hijo del militar Alfredo Vásquez Cobo); Agustina con Alejandro Napoleón Manchini.
Clemente Leopoldo se casó con Teresa Ponce de León Dávila, con quien fue padre de Teresa Tanco quien se casó con el banquero Julio Caro de Narváez (hijo del expresidente Miguel Antonio Caro y sobrino del expresidente Carlos Holguín Mallarino).